# ヤマハ・Fino
ヤマハ・Fino（ふぃーの）とは、ヤマハ発動機がタイ王国で販売しているオートバイである。